# Thomas Denter

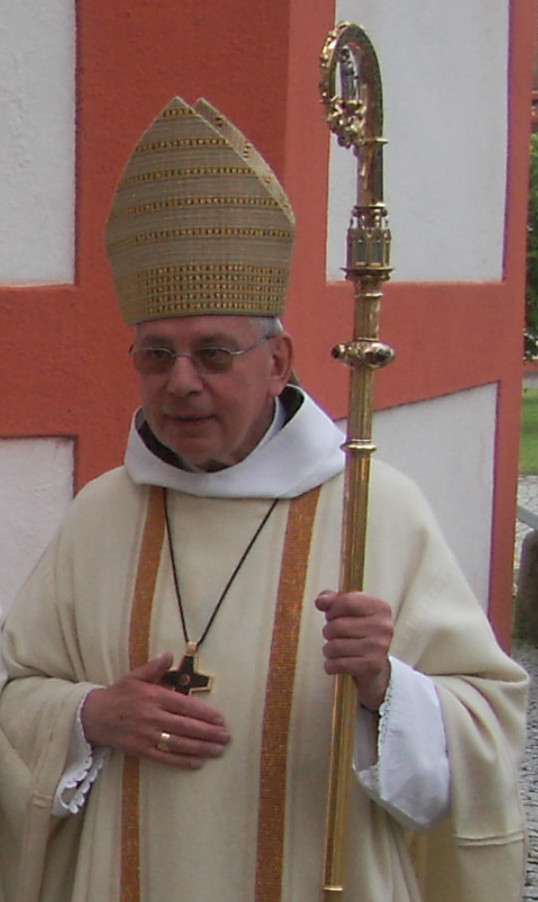
Abt Thomas Denter OCist (2009)

Thomas Denter OCist (* 6. Februar 1936 in Hattert als Gregor Denter; † 28. Oktober 2023 in Hachenburg) war der 51. Abt der Zisterzienserabtei Marienstatt. Zudem war er von Oktober 2011 bis März 2013 Prior-Administrator der Abtei Himmerod in der Eifel.

## Leben und Wirken

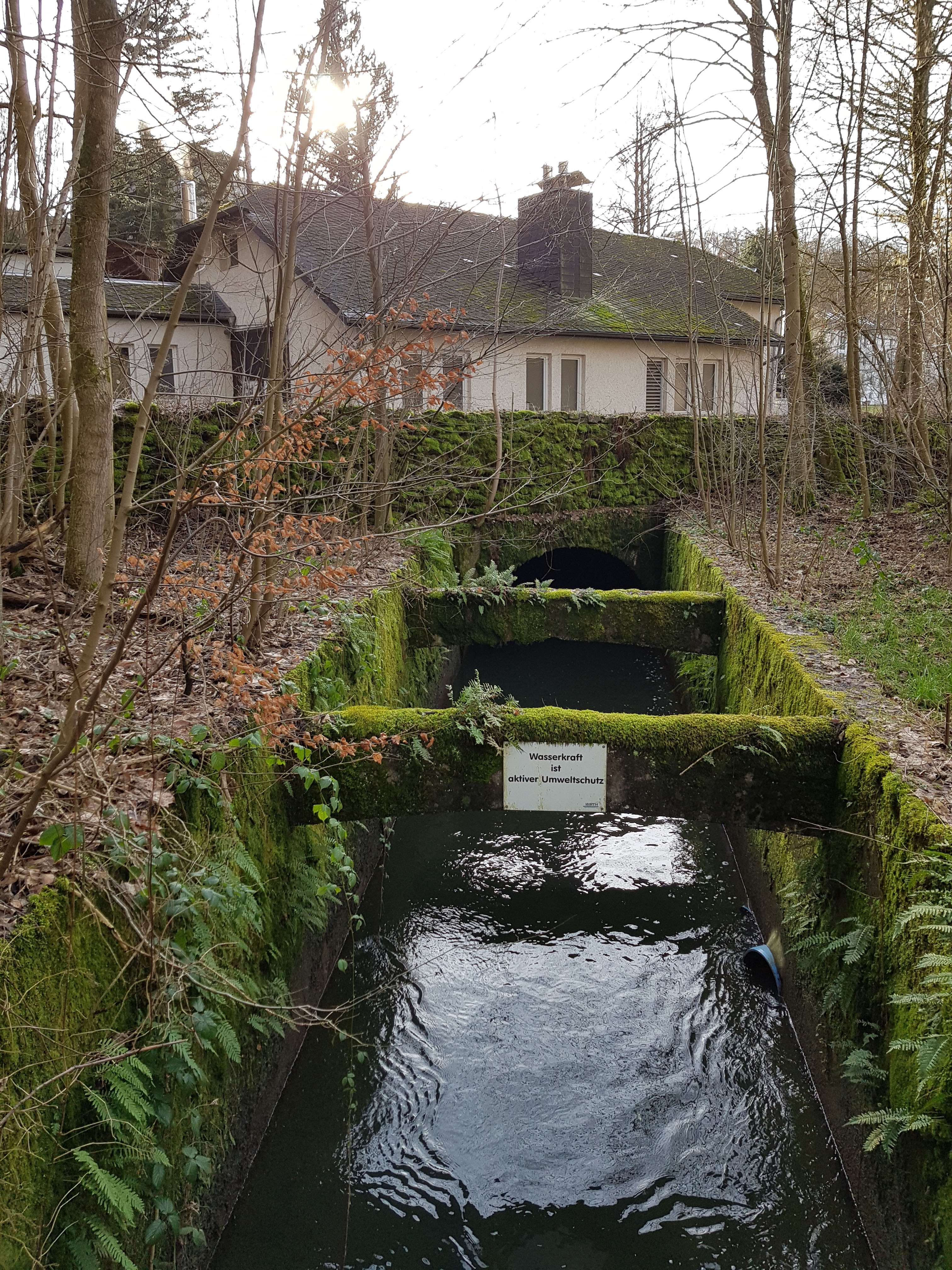
Wasserkraft in Marienstatt

Gregor Denter wurde 1936 in Oberhattert im Westerwald geboren, wo er mit drei Geschwistern aufwuchs. Im Kloster Marienstatt besuchte er regelmäßig den Gottesdienst und diente viele Jahre als Ministrant. Nach Besuch der Gymnasien von Marienstatt und Mehrerau wurde er 1955 ins Noviziat der Abtei Marienstatt aufgenommen und bekam den Ordensnamen Thomas. Das Studium von 1957 bis 1962 in Freiburg in der Schweiz beendete er mit seiner Promotion zum Doktor der Theologie. Am 29. Juni 1960 empfing er das Sakrament der Priesterweihe durch den Limburger Bischof Wilhelm Kempf. Von 1962 bis 1965 war er Kaplan in der Pfarrgemeinde Marienstatt, von 1965 bis 1972 wirkte er als Novizenmeister. Von 1966 bis zu seiner Pension unterrichtete er am Privaten Gymnasium Marienstatt in den Fächern Religion, Griechisch und Latein und erwarb 1967 bei der Päpstlichen Bibelkommission in Rom das Lizenziat in Bibelwissenschaften. 1970 wurde er zum Prior ernannt und am 31. Januar 1971 zum 51. Abt des Klosters gewählt. Die Abtsbenediktion spendete ihm der Limburger Weihbischof Walther Kampe am 28. Februar 1971. Sein Wahlspruch lautete Multorum servire moribus – Der Eigenart vieler dienen und entstammt der Benediktsregel.
Während seiner Amtszeit wurden die Klostergebäude saniert und die Basilika restauriert. Auch das Gymnasium wurde erweitert. Denters besonderes Engagement galt jedoch der alternativen Energiegewinnung. So wurden während seines Abbatiats Turbine und Generator der schon 1956 in Betrieb genommenen Anlage modernisiert. Als zusätzliche Energiequellen wurden eine Photovoltaikanlage auf dem Dach des Turbinenhauses und eine thermische Solaranlage auf dem Dach der Schülerbibliothek installiert.
Denter war von 1971 bis 1975 Mitglied der Würzburger Synode, der gemeinsamen Synode der Bistümer in der Bundesrepublik Deutschland.
Mit Erreichen der Altersgrenze von 70 Jahren resignierte er am 6. Februar 2006 gemäß den Satzungen der Mehrerauer Kongregation. Nach seinem Rücktritt war er in der Diözese Limburg noch als Firmspender sowie als Richter für das Kirchliche Ehegericht und in weiteren Diensten tätig.
Vom 10. Oktober 2011 bis März 2013 war Thomas Denter als (Abt-)Administrator mit der Leitung und Sanierung der Abtei Himmerod in der Eifel betraut.
Denter starb am 28. Oktober 2023 in einem Pflegeheim in Hachenburg. Am 7. November 2023 wurde er nach einem Requiem in der Abteikirche Marienstatt auf dem benachbarten Mönchsfriedhof beigesetzt.

## Auszeichnungen
- 1996: Bundesverdienstkreuz am Bande
- 2008: Verdienstorden des Landes Rheinland-Pfalz